# لامپ دوبراینر

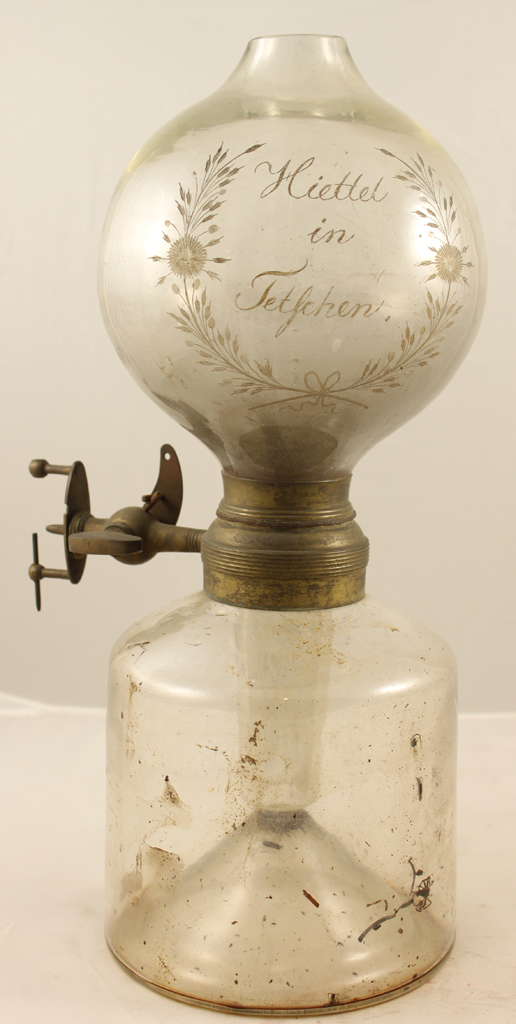
لامپ دوبراینر

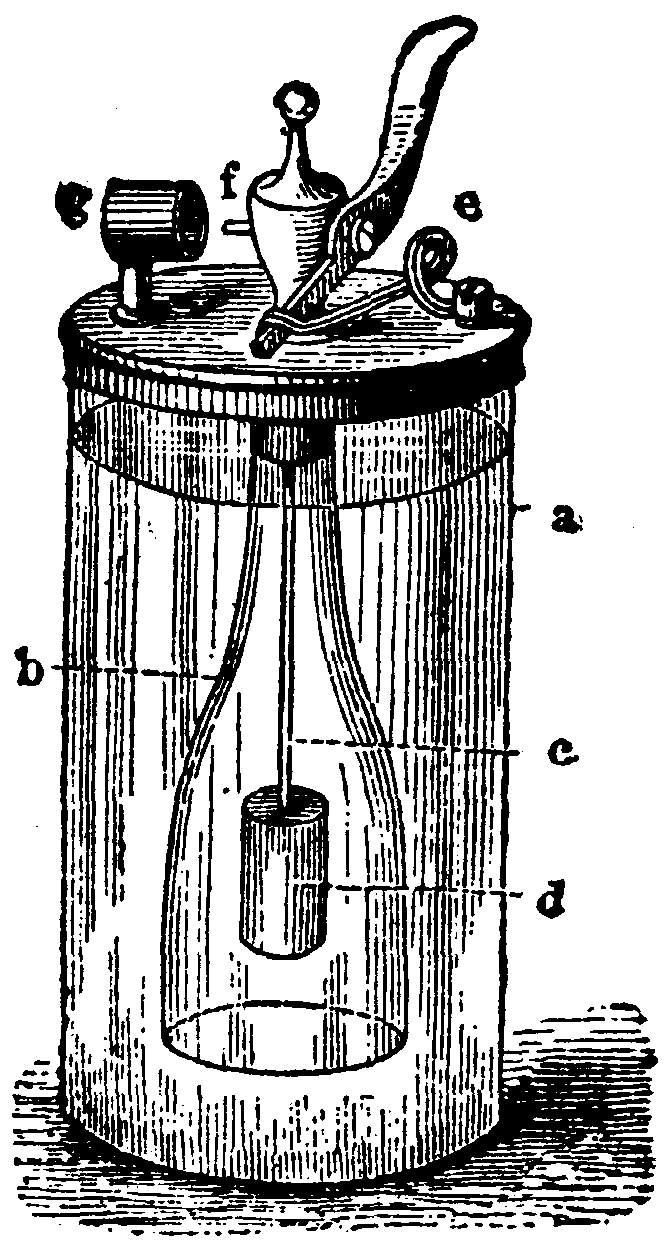
a. استوانهٔ شیشه‌ای b. بطری باز c. سیم d. فلز روی e. شیر توقف f. نازل g. اسفنج پلاتینیم

لامپ دوبراینر معروف به «جعبه فیتیله» در عمل یک فندک است که در سال ۱۸۲۳ از سوی شیمیدان آلمانی یوهان ولفگانگ دوبراینر اختراع شد. این لامپ تا سال ۱۸۸۰ همچنان تولید می‌شد. سازوکار این لامپ به این شکل بود که در یک شیشه، همانند دستگاه کیپ، فلز روی با سولفوریک اسید رقیق واکنش می‌داد و گاز هیدروژن تولید می‌شد، سپس شیر آن که باز می‌شد، گاز هیدروژن بر روی اسفنج پلاتینیم آزاد می‌شد، این اسفنج واکنش با اکسیژن هوا را کاتالیز می‌کرد، گرما تولید می‌شد و در اثر آن هیدروژن می‌سوخت و یک شعلهٔ ملایم تولید می‌شد.
در دههٔ ۱۸۲۰ میلیون‌ها مورد از این لامپ به فروش رفت.
نمونه‌هایی از این لامپ در موزه آلمان و در داروخانهٔ قلعه هایدلبرگ موجود است.